# Alfred Naumann (Fotograf)
Tuisko Alfred Naumann (* 1847 in Hainichen; † 20. Januar 1917 in Dresden) war ein deutscher Fotograf und Gemeindeältester.

## Leben und Wirken

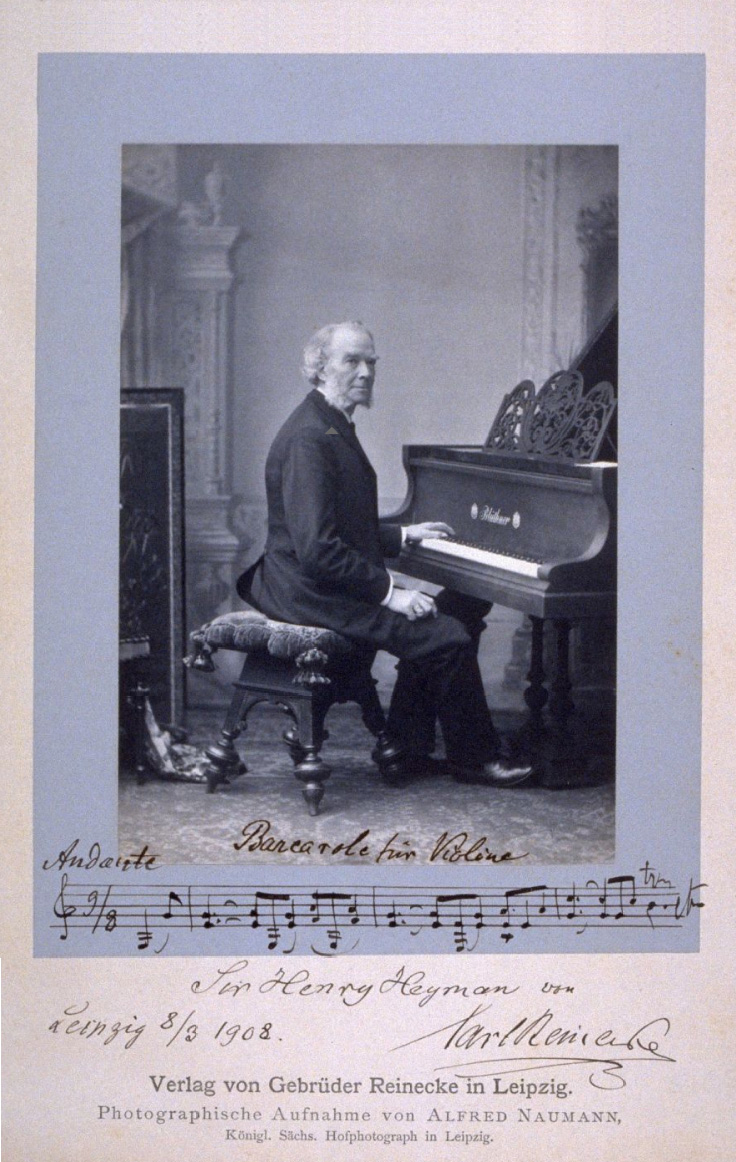
A. Naumann: Carl Reinecke, 1893

Im Anschluss an eine kunstgewerbliche Ausbildung sowie nach Ableistung seines Militärdienstes übernahm Naumann von seinem Vater Tito Alvaro Naumann (1816–1878) die Kunstanstalt für Photographie und Kunstgewerbe in Leipzig, Dorotheen-Str. 12. Als „Königl. Sächs., Herzogl. Sächs. Meiningen. u. Herzogl. Sächs. Altenburg. Hof Photograph“ fotografierte er unter anderem zahlreiche prominente Persönlichkeiten seiner Zeit. Fotografien von Naumann werden heute beispielsweise im Fine Arts Museums of San Francisco verwahrt.
Im Jahr 1896 zog sich Naumann aus seiner Firma zurück und siedelte nach Niederlößnitz in eine Villa in der Karl-Liebknecht-Straße 3 um. In Niederlößnitz wurde er noch im gleichen Jahr Mitglied des Gemeinderats, dem er bis zu seinem Tod 1917 angehörte, zum Schluss als Erster Gemeindeältester. Als Vorsitzender des Bauausschusses erwarb sich Naumann zahlreiche Verdienste um die lokale Ortsbauordnung, die der Niederlößnitz den Charakter der Villenbebauung bewahrte. Er war Mitglied der Leipziger Freimaurerloge Balduin zur Linde.
Naumann, der mit seiner Frau Anna Marie geb. Münzer (1857–1918) zuletzt in der landhausartigen, heute unter Denkmalschutz stehenden Villa im Ledenweg 14 wohnte (damals Schulstraße 6), starb 1917 in Dresden. Seine Witwe, die ihn um ein Jahr überlebte, verfügte testamentarisch die Einrichtung der Alfred-Naumann-Stiftung für mildtätige und gemeinnützige Zwecke, der sie ihr gesamtes Vermögen vermachte. Die rechtsfähige gemeinnützige Stiftung wurde Anfang 1949 in die Sammelstiftung der Stadt Radebeul überführt.
Alfred Naumann wurde in Dresden eingeäschert, seine Urne wurde im Erbbegräbnis der Familie Naumann (Nr. 111) in der VII. Abteilung des Neuen Johannisfriedhofs in Leipzig beigesetzt. In dieser Grabstätte ruhen auch seine Eltern und seine Gattin.
Seit 1920 ist in Niederlößnitz eine Straße nach Alfred Naumann benannt.

## Werk
- Naumann, Alfred: Wenn man eine gute Photographie haben will: Rathschläge für diejenigen, die sich photographiren lassen wollen; dem Publikum und besonders seinen Kunden gewidmet. Oskar Leiner, Leipzig 1875.
- David Friedrich Strauß: Poetisches Gedenkbuch. Gedichte aus dem Nachlasse. Strauß, Bonn 1878 (Mit 1 radierten Porträt von Alfred Naumann).

## Auszeichnungen
- Verdienst-Medaille für Kunst- und Wissenschaft am grün-silbernen Bande des Herzogtums Sachsen-Coburg und Gotha (1883)[3]
- Bayrische goldene Ludwigsmedaille für Wissenschaft und Kunst[4]
- Mecklenburgische Medaille für Kunst und Wissenschaft in Gold[4]
- Badische goldene Medaille für Kunst und Wissenschaft[4]
- Außerordentliches Mitglied des Vereins zur Pflege der Photographie und verwandter Künste zu Frankfurt a. M.[5]